# Стілтон
Стілтон — англійський блакитний сир (з цвіллю) з коров'ячого молока, має сухе і шерстке кільце кремового кольору та численні блакитні прожилки.
Виробляється два види сиру Стілтон: білий і блакитний. Сир Стілтон виробляється виключно в Англії у трьох графствах Дербішир, Лестершир і Ноттінгемшир.

## Історія
Сир Стілтон названий на честь села Стілтон. Однак там його заборонено виробляти, оскільки село Стілтон знаходиться в графстві Кембриджшир.
Сир Стілтон став відомим завдяки власнику трактиру «Дзвін» у селі Стілтон — Куперу Торнхілу. У 1730 році Торнхіл на одній фермі в Лестерширі попробував смачного блакитного сиру, який йому так сподобався, що він купив право на реалізацію цього сиру. Оскільки трактир «Дзвін» у Стілтоні знаходився на Великій північній дорозі, що з'єднувала Лондон із Единбургом, слава про блакитний сир скоро розійшлася по всій Англії.

## Споживання
Сир Стілтон часто споживають із селерою, додають в овочеві перетерті супи, особливо із броколі та селерою. Використовується в бутербродах із різними крекерами, печивом та вишуканими сортами хліба. Згідно з англійською традицією сир Стілтон запивають портвейном. Стілтон прийнято подавати під час різдвяної вечері.